# Mike Renshaw
Michael Renshaw (* 28. April 1948 in Manchester; † 17. Februar 2021 in Texas) war ein englisch-US-amerikanischer Fußballspieler und -trainer. Als offensiv orientierter linker Flügelspieler und später Trainer gehörte er beinahe während der gesamten Zeit des Bestehens von Dallas Tornado in der North American Soccer League dem Kader der Franchise an; zudem absolvierte er 1973 – ohne US-Bürger gewesen zu sein – zwei A-Länderspiele für das Team USA.

## Vereinslaufbahn
Renshaw gehörte bereits mit 17 Jahren dem Reservekader des englischen Erstligisten FC Blackpool an, ihm gelang aber nicht der Sprung in die erste Mannschaft, als er 1967 auf eine Anzeige im Liverpool Echo antwortete, in der Fußballer für eine Welttournee und anschließend ein Engagement in den Vereinigten Staaten gesucht wurden. Er wurde für die neue Mannschaft von Dallas Tornado engagiert, ohne dass der Trainer Bob Kap ihn spielen gesehen hatte. Kenshaw gehörte nach der Welttournee zum Kader für die erste Saison der NASL.
Nachdem die Mannschaft von Dallas wegen ihres desaströsen Ergebnissen – die schlechteste Bilanz einer NASL-Franchise aller Zeiten – nach Ende der Saison 1968 aufgelöst worden war, ging er zurück nach England, wo er vom FC Margate der Southern Football League Premier Division einen Probevertrag bekam, jedoch wegen miserabeler Leistung in seinem einzigen Pflichtspiel im Ligapokal am 23. Dezember 1968 sofort wieder entlassen wurde. Stattdessen spielte er für den Rest der Saison 1968/69 für den Rhyl FC in der League of Wales.
Im Frühsommer 1969 kehrte er als einziger Spieler der Vorjahreskaders wieder zu Dallas Tornado zurück und wurde in der neuen im Spielaufbau dem englischen System folgenden Mannschaft zu einem der Leistungsträger. 1970 wurde er in das All-Star Second Team der NASL gewählt, in den beiden Folgejahren bei den All-Star-Team-Abstimmungen zwar weder ins erste, noch zweite Team gewählt, jedoch in den erweiterten All-Star-Kreis der Honorable Mentions aufgenommen und wurde später Spielführer der Mannschaft. Da sein Gehalt in dieser Zeit recht gering war und auch nur während Saison gezahlt wurde, arbeitete er zeitweise nebenher als Stations-Manager bei einem Eisenbahnunternehmen. Er erzielte beim entscheidenden Spiel um die Meisterschaft 1971 das 1:0. Renshaw musste jedoch bereits mit 27 Jahren vor der Saison 1976 vom aktiven Sport wegen der Schädigung seines Knies durch mehrere Verletzungen zurücktreten.

## Nationalmannschaft
Obwohl Renshaw kein US-Bürger geworden war, wurde er vom damals chaotischen US-Verband in den Kader für eine Europatournee mit Zwischenstopp auf Bermuda berufen. Da auch der FIFA der Fehler nicht auffiel, lief Renshaw am 17. März 1973 gegen Bermuda sowie am 20. März 1973 gegen Polen als erster und wohl einziger Nicht-US-Bürger für die US-Auswahl in A-Länderspielen auf. Zudem kam er während der Tournee zu vier Einsätzen gegen Vereinsmannschaften (u. a. Lazio Rom) und U-23-Auswahlteams (Deutschland und Polen). Problematisch erschien die Rückkehr in die Vereinigten Staaten, da zwischenzeitlich Renshaws Visum und Arbeitserlaubnis abgelaufen waren, als Mitglied des US-Teams erkennbar, wurde ihm jedoch die Einreise erlaubt.

## Trainer
1977 kehrte Renshaw als Assistent von Trainer Al Miller zu Dallas Tornado zurück und folgte diesem nach seinem Rücktritt nach dem Ausscheiden aus den Play-Offs 1980 gegen New York Cosmos als Cheftrainer nach. Die Mannschaft war personell und auch finanziell bereits ausgeblutet und verlor die ersten 16 Spiele in Folge; unmittelbar vor dem 17. Spiel wurde er am 4. Juli 1981 entlassen, nach Auffassung einiger Beobachter, um ihm die Schande zu ersparen, Letzter der Liga zu werden.